# فرانك كامبانيلا
فرانك كامبانيلا (بالإنجليزية: Frank Campanella)‏ مواليد 12 مارس 1919 في نيويورك، نيويورك، الولايات المتحدة - الوفاة 30 ديسمبر 2006 في لوس أنجلوس، هو ممثل أمريكي بدأ مسيرته الفنية سنة 1949. امتدت مسيرته الفنية لأكثر من 57 عاما.

## الأعمال
- هناك شخص ما يعجب بي
- المنتجان
- السماء بإمكانها الانتظار
- امرأة جميلة
- ديك تريسي

## روابط خارجية
- فرانك كامبانيلا على موقع IMDb (الإنجليزية)
- فرانك كامبانيلا على موقع روتن توميتوز (الإنجليزية)
- فرانك كامبانيلا على موقع قاعدة بيانات برودواي على الإنترنت (الإنجليزية)
- فرانك كامبانيلا على موقع إن إن دي بي (الإنجليزية)
- فرانك كامبانيلا على موقع قاعدة بيانات الفيلم (الإنجليزية)